# ГАМК-рецептори
Рецептори гамма-аміномасляної кислоти, або ГАМК-рецептори, є найбільшою частиною гальмівних рецепторів в мозку ссавців; також вони знайдені і в нервовій системі декількох видів комах. Більшість ГАМК-рецепторів локалізована на постсинаптичній мембрані синапсів, і їхня активація призводить до зниження збудливості нейронів.
ГАМК-рецептори поділяються на два основні класи залежно від того, притаманна їм наявність іонного каналу, тобто вони є іонотропними (ГАМКА та ГАМКС-рецептори), або не притаманна, тобто вони є метаботропними і використовують для передачі сигналу комплекси вторинних мессенджерів (ГАМКВ-рецептори).

## Іонотропні рецептори
Іонотропні ГАМКА-рецептори широко розповсюджені – їх містять до 30% синапсів в мозку дорослих ссавців. Активація ГАМКА-рецепторів здійснюється за допомогою приєднання двох молекул ГАМК, що спричинює швидке (за кілька мілісекунд) проходження іонів хлору Cl- та бікарбонат-іонів НСО3- через клітинну мембрану по внутрішньому каналу рецептора. В результаті такого збільшення мембранної провідності та наступної, внаслідок цього, гіперполяризації мембрани постсинаптичного нейрону (в дорослих нейронах), збудливість цих нейронів різко падає. Таким чином, ГАМКА-рецептори відповідають за швидке інгібіювання (уповільнення) збудливості нервової системи в формі інгібіювання постсинаптичних токів.
Класичним фармакологічним ідентифікатором ГАМКА-рецепторів є їхній антагоніст (тобто речовина, що уповільнює їхню активність) – природний алкалоїд бікукуллін, і штучні агоністи (тобто речовини, що активують дію рецепторів) – бенздіазепіни.
В останні роки з множини канальних рецепторів було також виділено невелику групу ГАМКС-рецепторів. Цей тип ГАМК-рецепторів також використовує ГАМК як ендогенний ліганд (речовину, що активує рецептор і при цьому виробляється в нервовій системі), але має відмінні від ГАМКА-рецепторів структурні та фармакологічні властивості. 
Характеристичними рисами ГАМКС-рецепторів є їхня нечутливість до бікукулліну та бенздіазепінів, і активація конформаційно-селективним лігандом – цис-амінокротоновою кислотою (Cys-Aminocrotonic Acid, САСА).

## Метаботропні рецептори
Метаботропні ГАМКВ-рецептори не мають в своїй структурі іонного каналу, а здійснюють гіперполяризацію мембран нейронів завдяки сигнальним системам, асоційованим з G-протеїнами. ГАМКВ-рецептори локалізовані як на пре-, так і на постсинаптичних мембранах синапсів, і здійснюють повільну інгібіторну (тобто гальмівну) синаптичну передачу. Фармакологічно ці рецептори відрізняються від ГАМКА-підтипу тим, що нечутливі до бікукулліну та бенздіазепінів, але активуються антиспазматичною речовиною баклофеном.